# Берти, Серхио
Серхио Анхель Берти (исп. Sergio Ángel Berti; род. 17 февраля 1969, Вилья-Конститусьон, провинция Санта-Фе, Аргентина) — аргентинский футболист, участник чемпионата мира 1998 (в 1/8 финала против сборной Англии в серии пенальти забил первый из 11-метровых у аргентинцев; в итоге команда выиграла серию 4:3), пятикратный чемпион Аргентины, легенда «Ривер Плейта». Закончил карьеру в 2002 году, плюнув в товарища по команде «Ливингстон» Ричарда Бриттейна (англ. Richard Brittain) во время одного из предсезонных матчей.